# 인어증후군

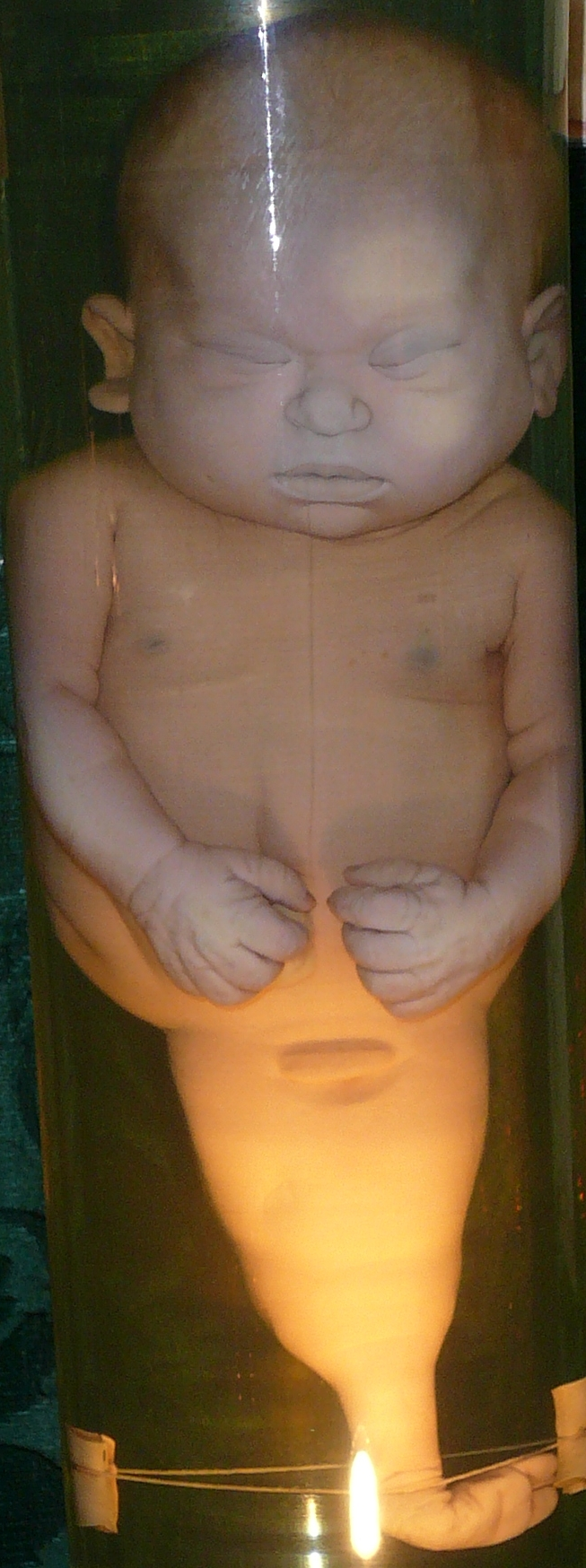
인어증

인어증 또는 인어 증후군(Sirenomelia 혹은 mermaid syndrome)은 다리가 서로 융합되어 인어 꼬리처럼 보이는 희귀한 선천성 기형으로, 별칭도 여기에서 유래했다.

## 분류

하지 내 뼈의 유무에 따른 인어증 분류.
I) 허벅지 및 하퇴부의 모든 뼈가 존재
II) 융합된 종아리뼈
III) 종아리뼈 없음
IV) 부분적으로 융합된 넙다리뼈, 융합된 종아리뼈
V) 부분적으로 융합된 넙다리뼈
VI) 융합된 넙다리뼈, 융합된 정강뼈
VII) 융합된 넙다리뼈, 정강뼈 없음

인어증은 하지의 골격 구조에 따라 분류되는데, 모든 뼈가 존재하고 연조직만 융합된 1등급부터 유일하게 존재하는 뼈가 융합된 넙다리뼈인 7등급까지 다양하다.
이는 또한 VACTERL 연관 증후군의 확장된 부분이자 미추 퇴행 증후군의 한 형태로 분류되기도 했다.

## 징후
인어증은 주로 종아리뼈의 회전과 함께 양쪽 다리의 융합으로 특징지어진다. 하부 척추의 부재뿐만 아니라 골반 및 신장 기관의 이상을 포함할 수 있다. 이전에는 천골 무형성증/미추 퇴행 증후군의 심각한 형태로 여겨졌으나, 최근 연구는 이 두 질환이 관련이 없음을 확인했다. 일반적으로 사지 융합의 심각도가 높을수록 골반 형성 이상도 심각하다. 완전 신장 무형성증이 있는 태아에게서 나타나는 두 개의 장골 동맥과 달리, 인어증 태아는 항상 부재하는 배대동맥의 분지가 나타나지 않는다.
인어증 사례에서 기록된 관련 결함으로는 신경관 결함 (척추갈림증, 무뇌증, 척추갈림증), 전뇌증, 좌심실 형성 부전 증후군, 기타 심장 결함, 식도폐쇄증, 배꼽탈장, 장 회전 이상, 잔존 총배설강, 기타 사지 결함(가장 흔하게는 노뼈 부재) 등이 있다.

## 원인
인어증의 궁극적인 원인은 논쟁의 대상이다. 그 기원에 대한 첫 가설은 1927년에 제시되었으며, 하지가 발달하는 동안 혈액 공급이 부족한 것이 결함의 원인이라고 제안했다. 이 "혈관 스틸" 가설은 배꼽 동맥 아래 대동맥의 부재 또는 심각한 발육 부전이 관찰된 것에 대한 반응으로 개발되었는데, 이는 하지로 가는 혈액 공급을 "훔쳐간다". 다른 가설로는 28일에서 32일 사이에 배아에 가해진 손상이 꼬리 중배엽에 영향을 미치는 것, 신경관 형성 동안 신경관에 영향을 미치는 기형유발물질 노출, 그리고 꼬리 분화 과정을 멈추게 하거나 두 번째 원시선을 생성하는 쌍둥이 형성 과정의 결함이 있다.
모성 당뇨병은 미추 퇴행 증후군 및 인어증과 관련이 있는 것으로 알려져 있으나, 일부 출처에서는 이 연관성에 의문을 제기하기도 한다. 산전 코카인 노출 또한 인어증과의 연관성이 제기되었다.

### 유전학
동물 모델에서 여러 유전자가 인어증을 유발하거나 관련이 있는 것으로 밝혀졌다. srn(siren) 유전자는 동형 접합 마우스에서 뒷다리 융합을 유발하는 것으로 관찰된다. tsg1과 bmp7 모두에 녹아웃 또는 돌연변이가 있는 쥐도 뒷다리 융합을 보인다.

## 진단
인어증은 출생 시 명백하지만, 산과 초음파를 통해 임신 14주 이르면 진단할 수 있다. 태아 주변에 양수가 적으면(양수과소증) 진단이 더 어렵다.

## 예후
인어증은 대개 치명적이다. 인어증 태아를 가진 많은 임신은 자연적으로 유산된다. 유아의 3분의 1에서 절반은 사산되며, 극히 일부를 제외하고는 모두 신생아기에 사망한다.
하나의 단일양막 쌍둥이 중 한 명이 영향을 받은 경우, 인어증 쌍둥이는 정상 쌍둥이의 양수 생산으로 인해 포터 증후군 (특히 폐 형성 부전 및 비정상적인 얼굴)으로부터 보호받는다.

## 역학
이 질환은 약 100,000명당 한 명꼴로 발생하며, 연구에 따르면 68,741명당 1명에서 97,807명당 1명까지의 발생률을 보인다. 일란성 쌍둥이(단일 접합)의 경우 단태아 또는 이란성 쌍둥이보다 100~150배 더 발생할 가능성이 높다. 인어증은 특정 민족 배경과 관련이 없지만, 인어증 태아는 남성일 가능성이 더 높다.

## 어원
인어증(sirenomelia)이라는 단어는 신화 속 세이렌을 의미하는 고대 그리스어 "seirēn"(때로는 인어로 묘사되기도 함)과 "사지"를 의미하는 "melos"에서 유래했다.

## 역사

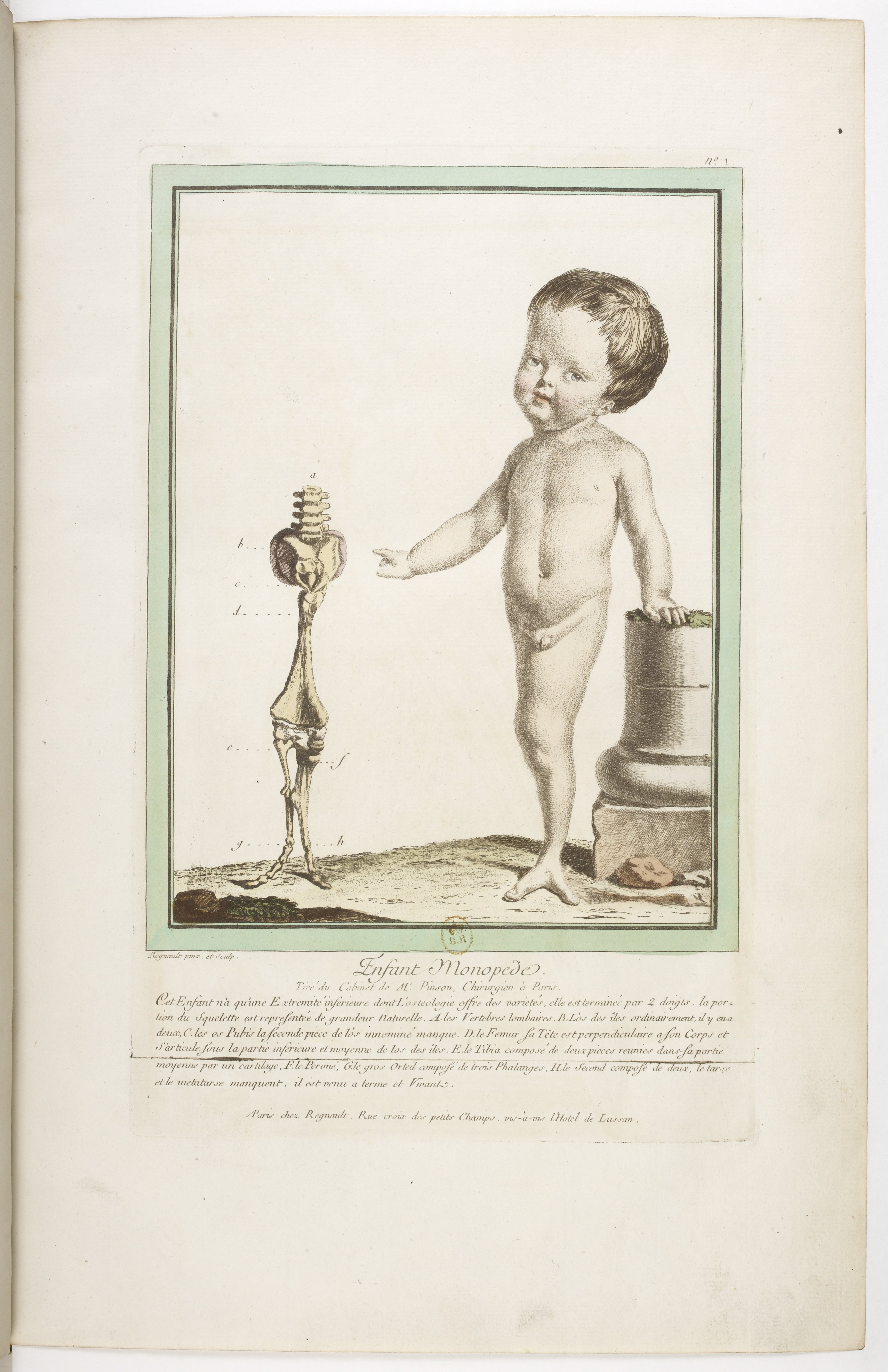
1775년 『자연의 일탈』에 실린 인어증 삽화

인어증은 1542년에 처음 보고되었다. 1927년에 오토 캄프마이어는 인어증과 단일 탯줄 동맥 사이의 연관성을 발견했다.

### 저명한 개인
일부 기능하는 콩팥 조직을 가졌던 소수의 개인만이 신생아기를 넘겨 생존했다.

#### 티파니 요크스
플로리다주 클리어워터의 티파니 요크스(1988년 5월 7일 – 2016년 2월 24일)는 한 살이 되기 전에 다리를 분리하는 외과 수술을 성공적으로 받았다. 그녀는 현재까지 가장 오래 생존한 인어증 환자였다. 그녀는 다리 뼈가 약해서 거동에 어려움이 있었고 목발이나 휠체어를 사용하여 보완했다. 그녀는 2016년 2월 24일 27세의 나이로 사망했다.

#### 실로 페핀
실로 제이드 페핀(1999년 8월 4일 ~ 2009년 10월 23일)은 미국 메인주 케네벙크포트에서 태어났는데, 하지가 융합되어 있고, 방광, 자궁, 직장 (해부학)이 없으며, 큰창자는 6인치밖에 되지 않고, 질도 없었으며, 콩팥은 4분의 1개, 난소는 1개밖에 없었다. 그녀의 부모는 처음에는 몇 개월밖에 살지 못할 것이라고 예상했다. 생후 4개월이 되었을 때, 그녀의 선천적인 콩팥이 기능을 멈췄고, 그녀는 투석을 시작했다. 2세 때 콩팥 이식을 받았고 몇 년간 지속되었으며, 2007년에는 두 번째 콩팥 이식이 성공적이었다. 그녀는 컨솔리데이티드 초등학교에 다녔다. 그녀는 병에 대한 희망을 잃지 않고 자주 농담을 하며 어려움에도 불구하고 행복하게 살았는데, 이는 TLC 다큐멘터리 "특별한 사람들: 인어 소녀"에 잘 나타나 있다. 실로와 그녀의 가족은 삶의 질을 향상시킬 수 있음에도 불구하고 관련된 위험 때문에 수술 여부를 논의하고 있었다. 이 병을 가진 많은 사람들은 어릴 때 수술을 받지만, 실로는 다큐멘터리에서 이미 8세였고 수술을 받지 않았다. 실로는 결합된 다리 분리 수술을 받지 않은 인어증 생존자 세 명 중 유일했다. 그녀는 2009년 10월 23일, 10세의 나이로 메인주 포틀랜드의 메인 메디컬 센터에서 폐렴으로 사망했다. 그녀는 2009년 9월 22일 오프라 윈프리 쇼에 출연했었다. 실로는 TV, 페이스북, 인터넷을 통해 자신의 상태를 기록하면서 많은 팬을 얻었다.

#### 밀라그로스 세론
밀라그로스 세론 아라우코(2004년 4월 27일 – 2019년 10월 24일)는 우앙카요 페루에서 태어났다. 밀라그로스의 심장과 폐를 포함한 대부분의 내부 장기는 완벽한 상태였지만, 그녀는 변형된 왼쪽 콩팥과 매우 작고 몸의 낮은 곳에 위치한 오른쪽 콩팥을 포함하여 심각한 내부 결함을 가지고 태어났다. 또한, 그녀의 위창자길, 비뇨계, 성기는 단일 관을 공유했다.
이 선천적 결함은 배아 발달의 낭배 형성 주(3주차) 동안 발생한다. 낭배 형성은 외배엽, 중배엽, 내배엽의 세 가지 배엽을 확립한다. 위에서 언급한 비뇨생식기계의 결함과 같은 합병증은 중간 중배엽의 기형으로 인해 발생할 가능성이 있다.
피부 확장을 위해 다리 사이에 실리콘 주머니를 삽입하는 4시간의 수술은 2005년 2월 8일에 성공적으로 완료되었다. 무릎 바로 위까지 다리를 분리하는 성공적인 수술은 2005년 5월 31일 리마 수르키요 지역의 "연대 병원"에서 이루어졌다. 그러나 이 시술은 너무 강렬하여 그녀는 적절한 언어 패턴을 형성하는 능력을 잃을 정도로 심적외상을 입어 거의 벙어리가 되었다. 이것이 생리적 조건인지 심리적 조건인지는 알려져 있지 않다. 그러나 밀라그로스의 두 번째 생일에는 그녀의 어머니가 그녀가 50단어 이상을 안다고 보고했다. 사타구니까지의 분리를 완료하기 위한 두 번째 수술은 2006년 9월 7일에 이루어졌다.
그녀의 주치의 루이스 루비오는 밀라그로스의 진전에 만족한다고 말했지만, 그녀가 정상적인 삶을 살기 위해서는 10년에서 15년의 재활과 더 많은 수술, 특히 그녀의 미숙한 항문, 요도 및 외부 성기를 재건하는 수술이 필요하다고 경고했다.
밀라그로스의 부모는 페루 안데스산맥의 가난한 마을 출신이다. 연대 병원은 가족이 리마에 머물 수 있도록 그녀의 아버지 리카르도 세론에게 일자리를 주었고, 리마 시는 많은 수술비를 지불하기로 약속했다.
그녀는 2019년 10월 24일, 15세의 나이로 사망했다.